# Ам (Сомма)
Ам (фр. Ham) — коммуна на севере Франции, регион О-де-Франс, департамент Сомма, округ Перон, центр одноименного кантона. Расположена в 64 км к востоку от Амьена, в месте впадения в Сомму речки Бен. На юге коммуны находится железнодорожная станция Ам линии Амьен-Лан.
Население (2018) — 4 596 человек.

## История
Ам впервые упоминается в источниках в 932 году как владение серьоров Эрар, вассалов графов Понтьё. В XII веке им завладела династия Вермандуа, впоследствии неоднократно менял владельцев. В 1917 году в Аме базировалась эскадрилья Лафайет.

## Достопримечательности
- Шато Ам (англ.) XIV—XV веков, неоднократно бывший ареной военных действий. Взорван немцами при отступлении в 1917 году, сохранились лишь отдельные части комплекса. Является официальным историческим памятником Министерства культуры Франции.
- Церковь Нотр-Дам XVI—XVII веков, восстановленная после разрушений Первой мировой войны, сочетает в себе романский стиль, готику и классицизм.
- Памятник уроженцу города наполеоновскому генералу Максимильену Фуа.
- Памятник уроженцу города французскому физику Жану Шарлю Пельтье́[3].

## Экономика
Структура занятости населения:
- сельское хозяйство — 0,6 %
- промышленность — 19,2 %
- строительство — 7,3 %
- торговля, транспорт и сфера услуг — 31,3 %
- государственные и муниципальные службы — 41,5 %

Уровень безработицы (2017) — 28,8 % (Франция в целом — 13,4 %, департамент Сомма — 15,9 %). 

Среднегодовой доход на 1 человека, евро (2018) — 16 670 (Франция в целом — 21 730, департамент Сомма — 20 320).

## Демография
Динамика численности населения, чел.

## Администрация
Пост мэра Ама с 2020 года занимает Эрик Легран (Éric Legrand). На муниципальных выборах 2020 года возглавляемый им независимый список победил в 1-м туре, получив 65,80 % голосов.
| Период | Период | Фамилия        | Партия                                                       | Примечания                                                                     |
| ------ | ------ | -------------- | ------------------------------------------------------------ | ------------------------------------------------------------------------------ |
| 1971   | 1977   | Мишель Риго    | Социалистическая партия                                      | врач                                                                           |
| 1977   | 1989   | Жан Губе       | Коммунистическая партия                                      | профессор английского языка, член Генерального совета департамента             |
| 1989   | 2014   | Марк Бонеф     | Объединение в поддержку Республики Союз за народное движение | врач, член Регионального совета Пикардии                                       |
| 2014   | 2020   | Грегори Лабиль | Союз демократов и независимых Республиканцы                  | учитель, член Генерального совета департамента, депутат Национального собрания |
| 2020   |        | Эрик Легран    |                                                              | руководитель предприятия, бывший мэр коммуны Бре-Сен-Кристоф                   |

## Города-побратимы
- Айсфельд, Германия

## Галерея

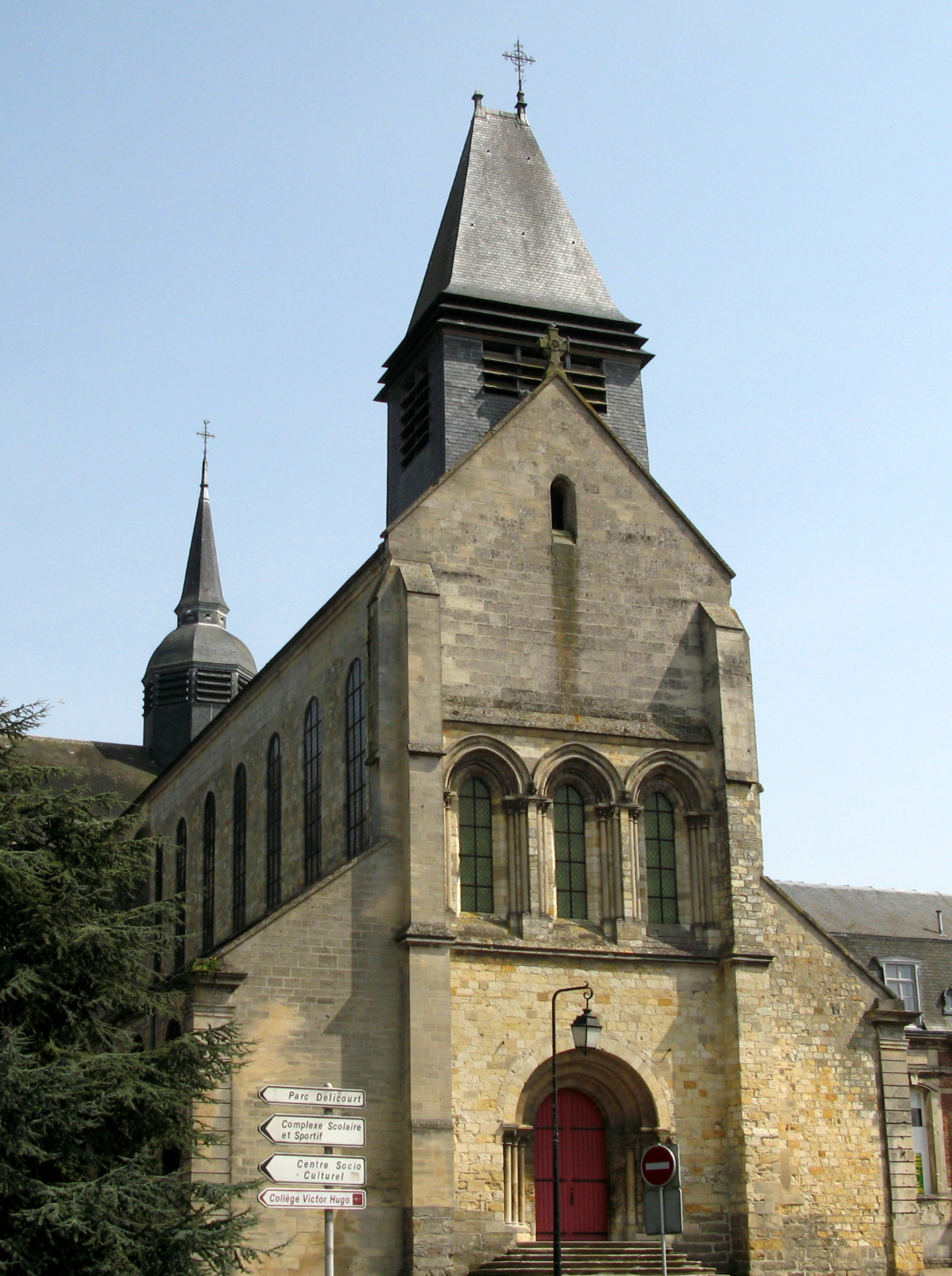
Церковь Нотр-Дам
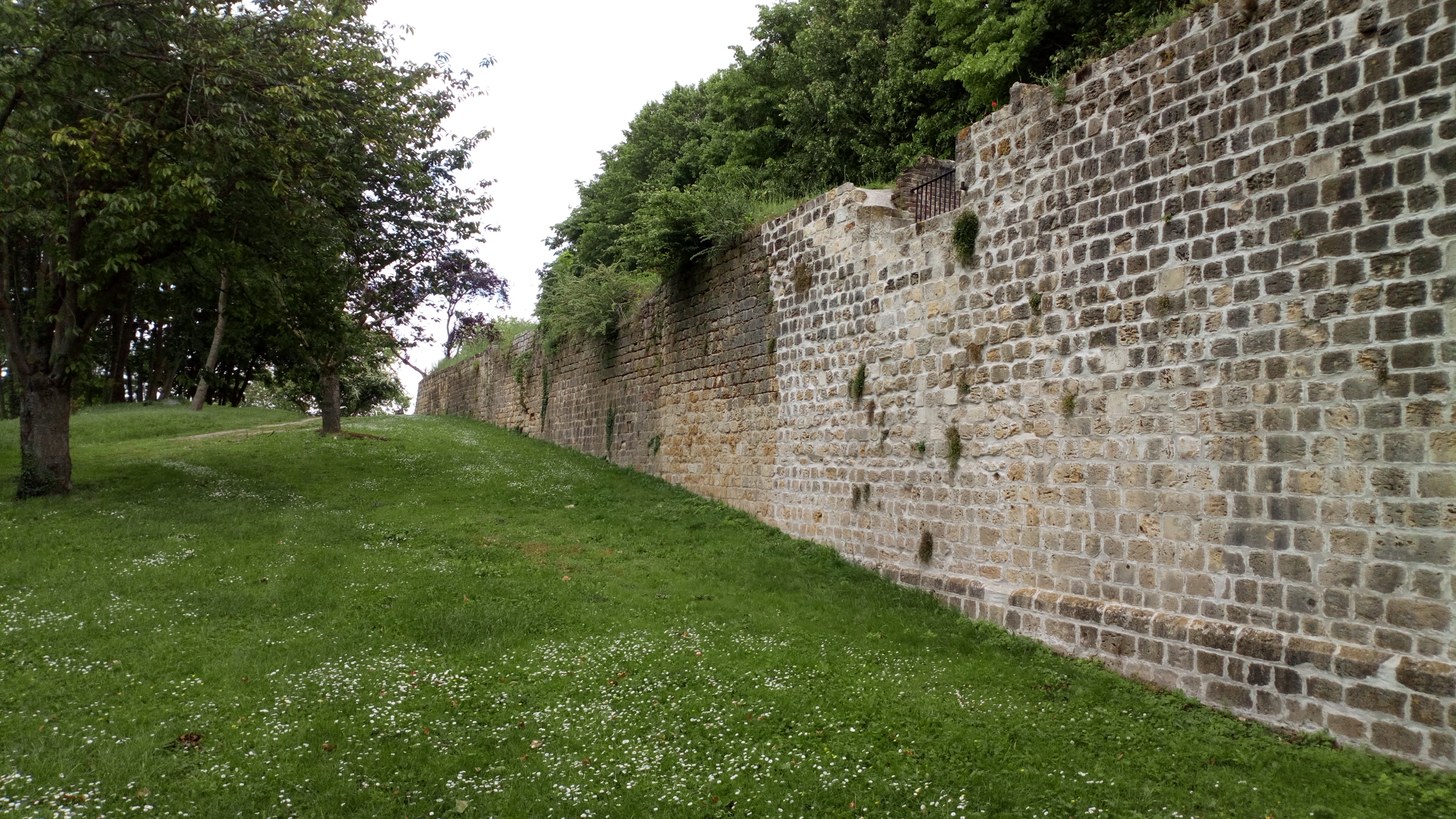
Стена бывшего шато Ам
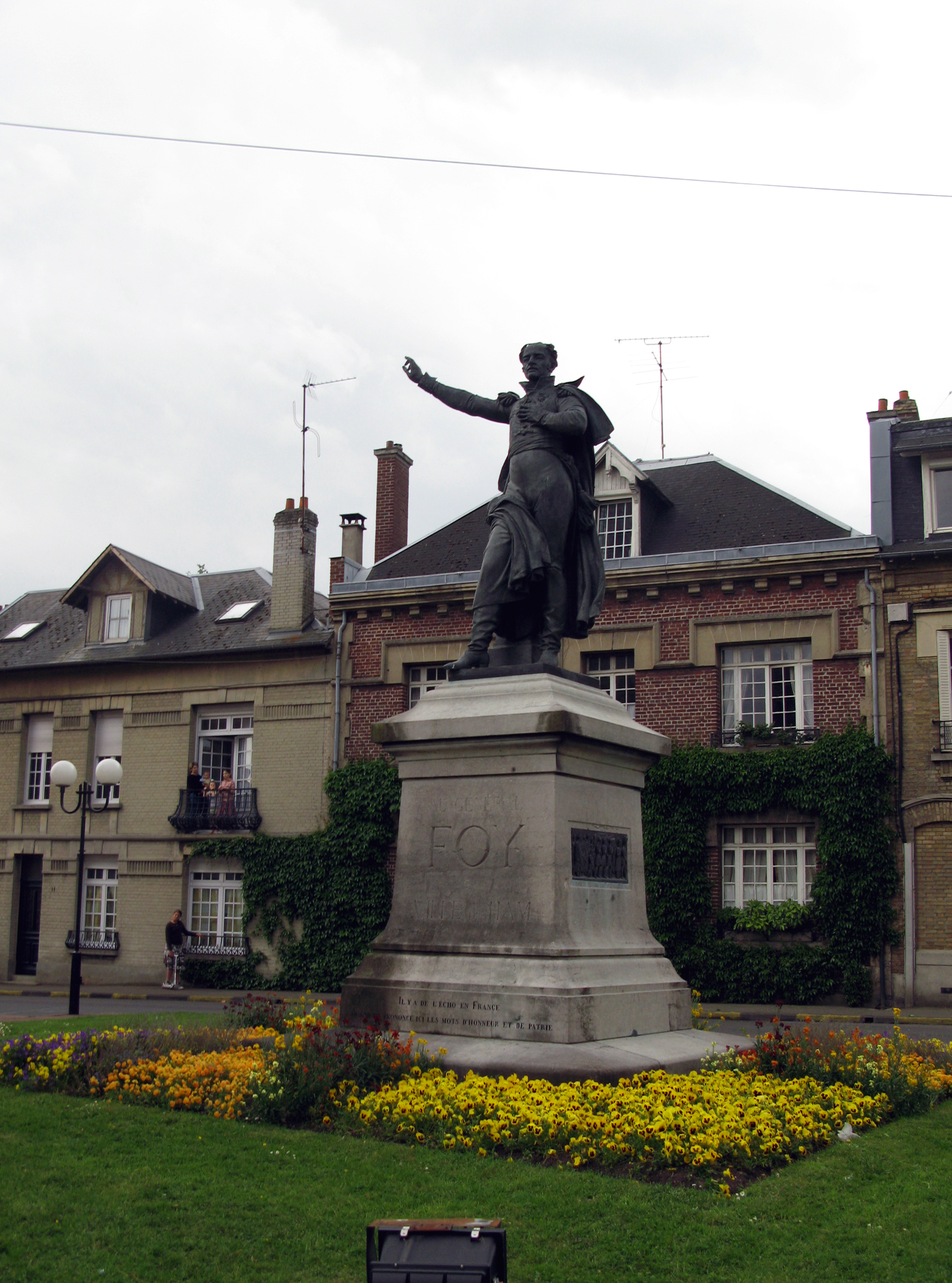
Памятник генералу Фуа
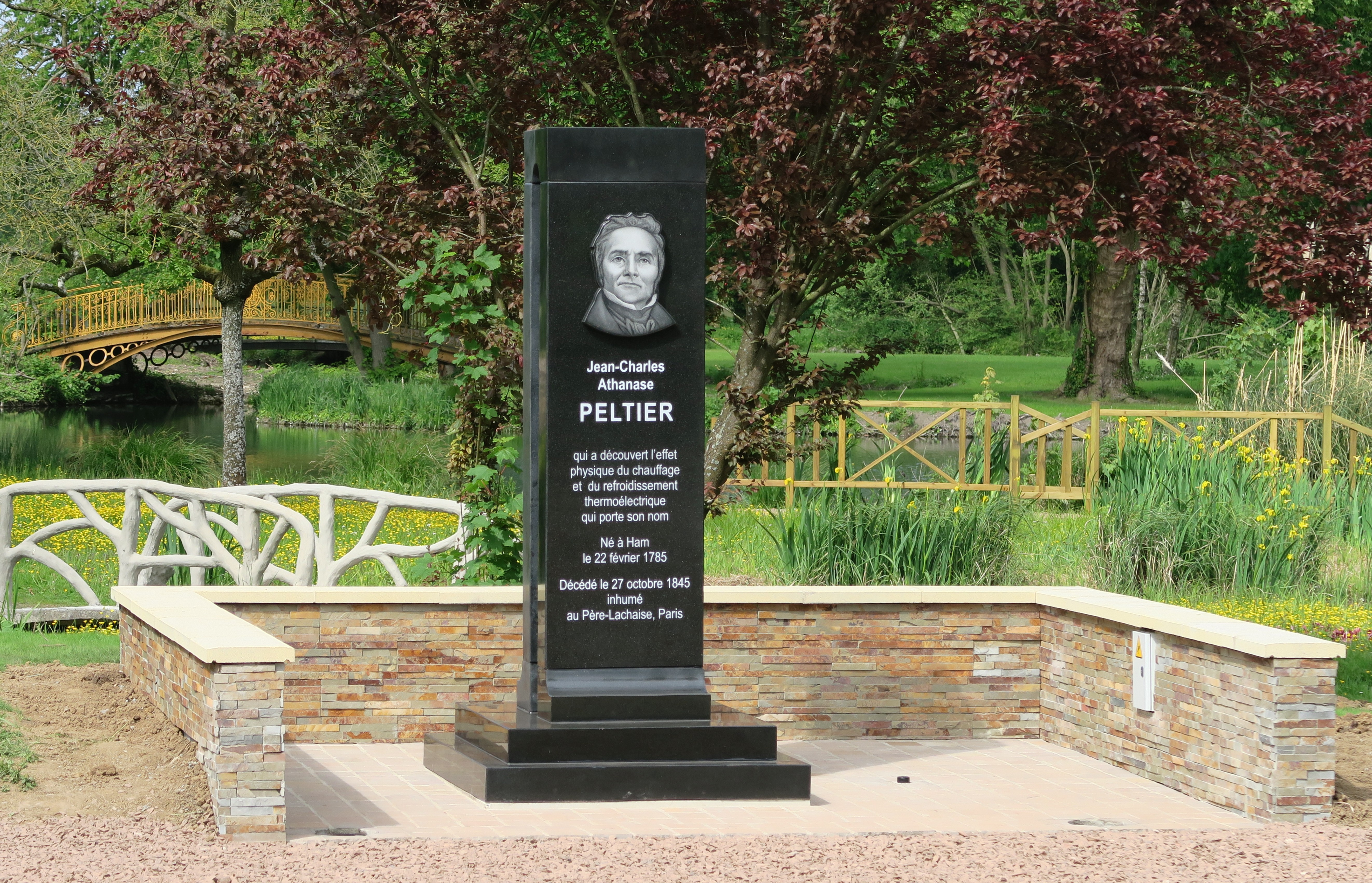
Памятник Пельтье в Аме